# 벨레로폰

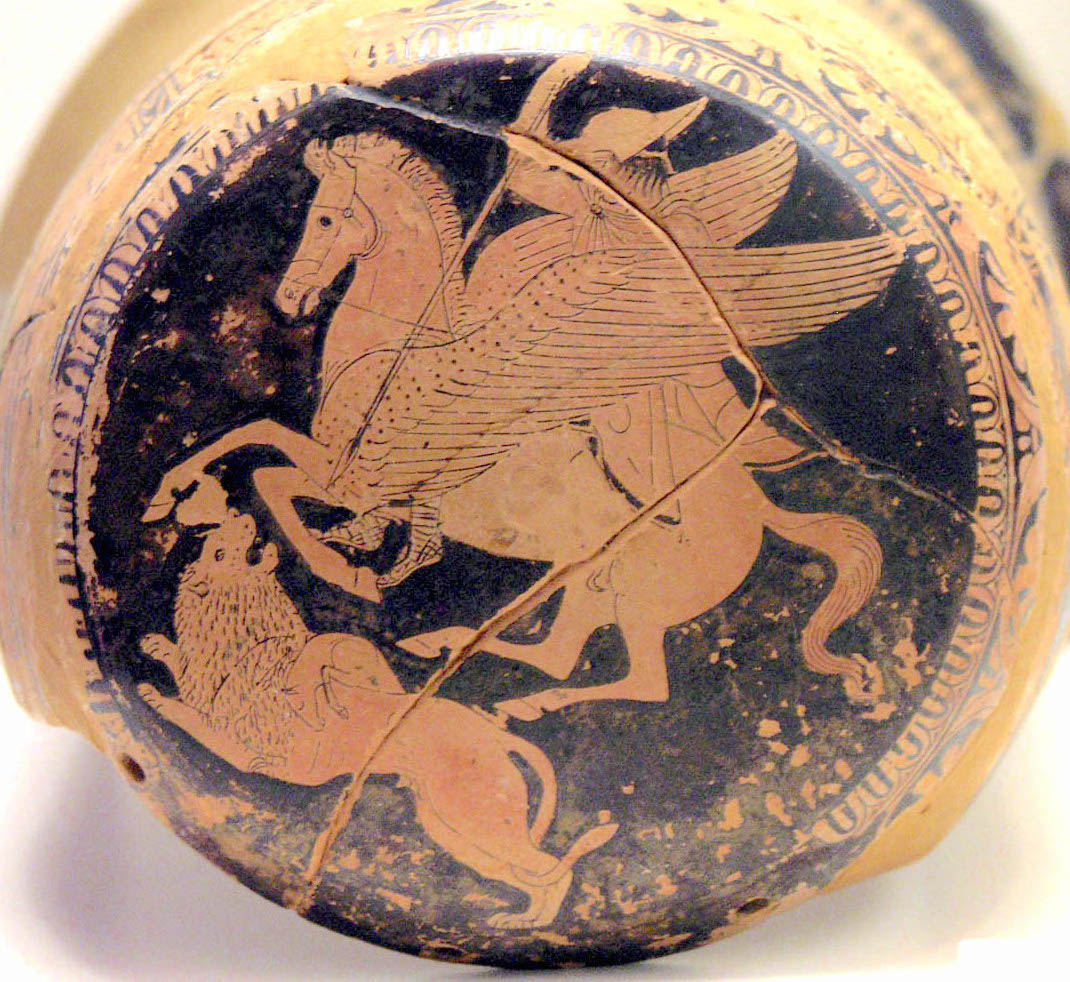
페가수스를 탄 벨레로폰이 키마이라를 창으로 공격하는 장면 -아테네 붉은 그림 도기 에페네트론 — 기원전 425년–기원전 420년

벨레로폰(그리스어: βελλεροφῶν, 영어: Bellerophon)은 그리스 신화의 영웅으로 카드모스, 페르세우스와 어깨를 나란히 하는, 헤라클레스 이전 시대에 괴물을 처단한 가장 위대한 영웅이다. 그는 키마이라를 죽였는데, 호메로스에 따르면 키마이라는 사자의 머리, 양의 몸 그리고 뱀의 꼬리를 지녔고 화염을 뿜어 내었다.
벨레로폰은 코린토스의 왕 글라우스코스의 아들로 태어났지만 실제 그의 아버지는 포세이돈이었다. 페르세우스가 메두사의 머리를 베었을 때 흘러내린 핏속에서 태어난 날개달린 말 페가수스는 지상과 공중을 뛰어다니며 인간의 접근을 허용치 않았다.
페가수스를 타고 싶다는 희망을 가지고 있던 벨레로폰은 예언자인 폴리이도스의 조언으로 마침내 페가수스를 탈 수 있게 된다. 포세이돈의 아들인 벨레로폰이 포세이돈의 아이를 임신하고 있던 메두사의 몸속에서 태어난 페가수스를 타게 된 것이다. (포세이돈은 말의 수호신이기도 하다.)
벨레로폰은 죄를 짓고 코린토스에서 쫓겨나 아르고슬로 피신을 가게 되는데, 그곳의 왕비가 벨레로폰을 유혹했다. 그러나 그가 이를 거절하자 왕비는 왕인 프로이토스에게 벨레로폰이 자신을 유혹했다고 거짓말을 한다.
프로이토스는 손님을 직접 죽이고 싶지 않아서 벨레로폰에게 봉한 편지 한통을 주어 리키아에 있는 장인 이오바테스 한테로 보냈다. 벨레로폰은 리키아에 도착하여 왕비의 아버지로부터 환대를 받았다. 그는 관습에 따라 9일 동안 벨레로폰을 잘 대접한 뒤 10일째 되는 날 사위가 보낸 편지를 뜯어보았다. 거기에는 이 편지를 가져가는 자를 죽이라는 내용이 씌어 있었다.
이에 이오바테스는 벨레로폰에게 리키아를 어지럽히고 있는 키마이라라는 괴물을 퇴치해달라고 부탁했다. 키마이라는 불을 뿜은 무서운 괴물로 신체의 전면은 사자와 염소의 모습을 하고 있고 뒤쪽은 용이었다. 왕은 키마이라에게 벨레로폰이 죽게 될 것이라고 생각했던 것이다. 그러나 벨레로폰은 페가수스의 도움을 받아 괴물을 활로 쏘아 죽였다.
벨레로폰은 키마이라를 퇴치한 후 계속되는 이오바테스의 명령으로 어려운 임무를 맡게 되는데, 모두 페가수스의 덕분으로 성공을 거두었다. 이오바테스왕은 벨레로폰이 신들의 특별한 총애를 받고 있다고 생각하여 그의 딸과 결혼시켰다.
그러나 후에 벨레로폰은 자만이 넘치고 오만하게 되어 신들의 노여움을 사게 된다. 벨레로폰은 신들과 경쟁하기 위해 페가수스를 타고 하늘에 올라가려 했지만, 제우스는 한 마리의 등에를 보내 페가수스를 찌르게 하고 페가수스로 하여금 벨레로폰을 떨어뜨리게 하였다. 그는 절름발이가 되고 눈이 멀었다. 그 후 벨레로폰은 알레이안의 들을 사람들의 눈을 피하면서 외로이 방황하다 킬리키아에서 비참한 최후를 맞았다.